# 하쿠바역
하쿠바역(일본어: 白馬駅)은 일본 나가노현 기타아즈미군 하쿠바촌에 위치한 동일본 여객철도의 철도역이다. 역 번호는 13번이며, 단선 · 섬식의 형태를 합친 2면 3선 구조의 복합 승강장을 갖춘 지상역이다.

## 타는 곳
| 1 · 2 · 3 | ■ 오이토 선 | 하행 | 미나미오타리 · 이토이가와 방면                 |
| 1 · 2 · 3 | ■ 오이토 선 | 상행 | 시나노오마치 · 호타카 · 마쓰모토 · 신주쿠 방면 |

## 이용 현황
| 승차 인원 추이 | 승차 인원 추이 |
| 연도           | 1일 평균       |
| -------------- | -------------- |
| 2000           | 611            |
| 2001           | 556            |
| 2002           | 507            |
| 2003           | 479            |
| 2004           | 436            |
| 2005           | 423            |
| 2006           | 408            |
| 2007           | 421            |
| 2008           | 414            |
| 2009           | 366            |
| 2010           | 331            |
| 2011           | 316            |
| 2012           | 300            |
| 2013           | 302            |
| 2014           | 289            |
| 2015           | 321            |

## 역 주변
- 국도 제148호선 · 국도 제406호선
- 히메 강
- 하쿠바 하이랜드 스키장
- 하쿠바 핫포 온천

## 인접 역
| 동일본 여객철도 오이토 선 | 동일본 여객철도 오이토 선 | 동일본 여객철도 오이토 선                        |
| ------------------------- | ------------------------- | ------------------------------------------------ |
| 15 가미시로 마쓰모토 방면 | □ 쾌속                    | 미나미오타리 9 이토이가와 방면                   |
| 14 이모리 마쓰모토 방면   | ■ 보통                    | 시나노모리우에 12 미나미오타리 · 이토이가와 방면 |